# أتكينسون هل
أتكينسون هل (بالإنجليزية: Atkinson Hill)‏ من مواليد بنسيلفانيا حوالي عام 1755م. هو أول قاض في مقاطعة نيلسون (كنتاكي).